# Thelephora palmata
Thelephora palmata (Giovanni Antonio Scopoli, 1772 ex Elias Magnus Fries, 1821) din încrengătura Basidiomycota în familia Thelephoraceae și de genul Thelephora, este o ciupercă răspândită necomestibilă care coabitează, denumită în popor laba gâștei. În România, Basarabia și Bucovina de Nord se dezvoltă și la deal, dar preferat în regiuni montane, pe sol umed până proaspăt, acru, niciodată bazic, în păduri conifere și mixte sub molizi. Timpul apariției este între (iulie) august și noiembrie.

## Taxonomie

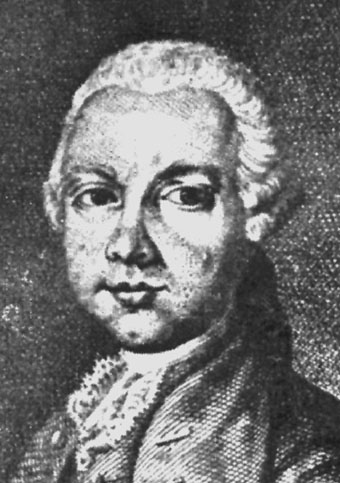
G. Scopoli

Numele binomial Clavaria palmata a fost determinat de naturalistul italian Giovanni Antonio Scopoli în volumul 2 al operei sale Flora carniolica din 1772.
Apoi, în 1821, renumitul savant suedez Elias Magnus Fries a transferat specia corect la genul Thelephora (creat de omul de știință german Carl Ludwig Willdenow în 1787) sub păstrarea epitetului, de verificat în volumul 1 al trilogiei sale Systema mycologicum, sistens fungorum ordines, genera et species, fiind numele curent valabil (2021).
Toate celelalte taxoane create (vezi infocaseta) sunt acceptate sinonim.
Numele generic se trage din cuvântul de limba greacă veche (greacă veche θηλή=papilă, niplu) și sufixul verbului (greacă veche φέρω=a duce, a purta), anume φόρος, iar epitetul este derivat din cuvântul latin latin (latină palmatus=ornat cu crengi de palmier), datorită aspectului ciupercii.

## Descriere
- Corpul fructifer:  tare și pielos cu un himenofor neted sau ușor rugos ce acoperă ambele pârți ale ramurilor, are o înălțime de 4-10 (12) cm și un diametru de 5-8 cm, nu rar mai mare. El se împarte dintr-un cocean, în numeroase ramificații de 0,2-0,8 (1,5) cm grosime aproape arborescente, mai groase la bază și subțiate treptat în sus, drepte, palmate, turtite și franjurate sau zimțate. Coloritul este la început albicios, apoi variază între gri-violaceu și brun-purpuriu, cu nuanțe albicioase pe suprafețe, devenind la bătrânețe brun închis.
- Piciorul: de până la 5 (7) cm înălțime, gri-maro, negru-maro, ramificat ca o tulpină, care rezultă dintr-un trunchi bazal foarte scurt și rotund de până la 2,5 cm diametru, cu margini albe care se termină într-o formă ascuțită spre spatulată și el rezistent și pielos.
- Carnea: închis gri-brună, tare, grosolan fibroasă, pieloasă sau scorțoasă ca de plută, are un miros inițial aproape imperceptibil, dar repede respingător de varză stricată, gustul fiind blând. Conține un pigment numit acid teleforic.[5][6]
- Caracteristici microscopice: are spori care conțin 1-2 picături uleioase, cu o mărime de 8-12  x 7-9 microni. Când sunt priviți sub microscop, sporii apar purpurii, unghiulari cu lobi, negi și spini fini de 0,5-1,5 (3) µm lungime. Pulberea lor este de colorit brun-violaceu până brun. Basidiile cu 2-4 sterigme de 2–4 x 7–12 µm fiecare sunt alungit clavate cu o mărime de 70-100 x 9-12 microni. Cistidele (elemente sterile situate în stratul himenal sau printre celulele din pielița pălăriei și a piciorului, probabil cu rol de excreție) înălțate deseori remarcabil de himeniu, sunt niciodată brune sau la fel de ascuțite ca sporii. Pe de altă parte, ele au pereți groși cu o cavitate  doar foarte îngustă și adesea în mod particular aspre sau granular incrustate pe exterior, acoperind himeniul parcă cu un fetru subțire. Gloeocistide (vase de sevă care se recunosc în principal prin conținutul lor uleios, granular sau prin exsudarea picăturilor de ulei pe himeniu) pot fi găsite. Cheilocistide (elemente sterile situate pe muchia lamelor) pot fi găsite pe himeniu ca structuri fine, spinoase sau în formă de arborre. Pseudocistidele (hife asemănătoare cistidelor, de acea „pseudo”, care izvorăsc mult mai adânc în țesutul fungic interior) cu pereți subțiri, constrânse ca un șir de perle, au un conținut uniform gălbui, dar nu uleios. Basidiile și celelalte structuri apar în mare parte din hifele subhimeniale, care își au din nou originea în hifele tisulare. Hifele sunt septate cu catarame.[14][15]

- Reacții chimice: carnea se decolorează la ciuperca proaspătă cu hidroxid de potasiu de 30% albastru închis.[16]

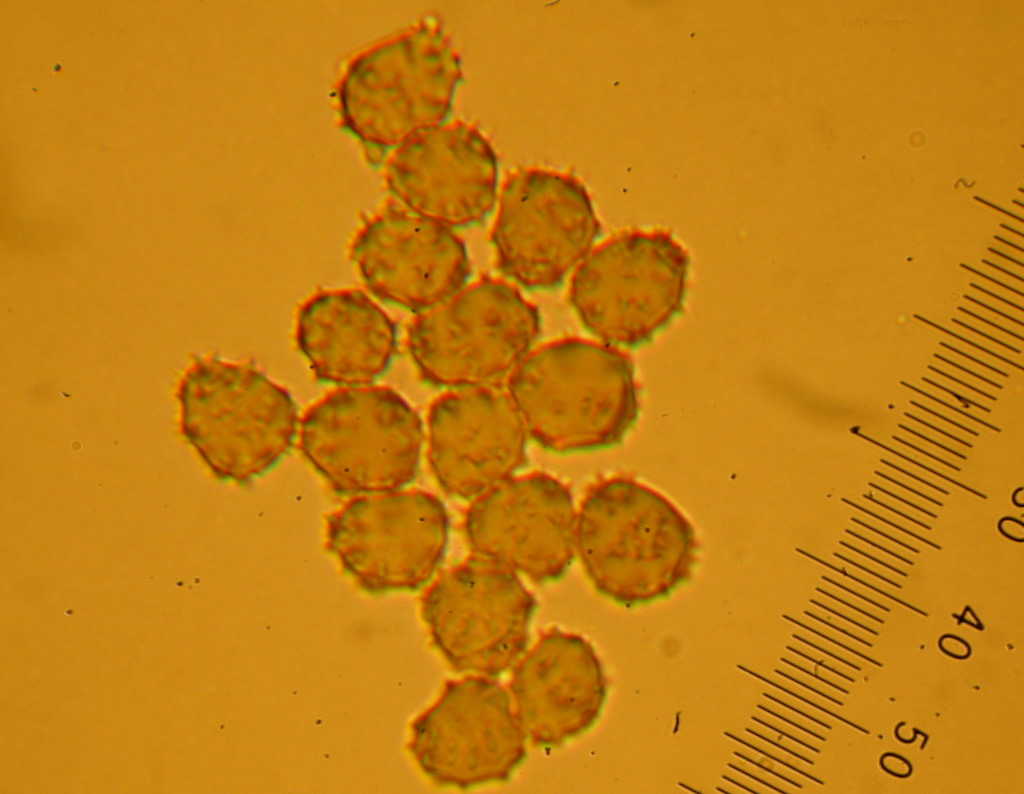
Th. Palmata, spori
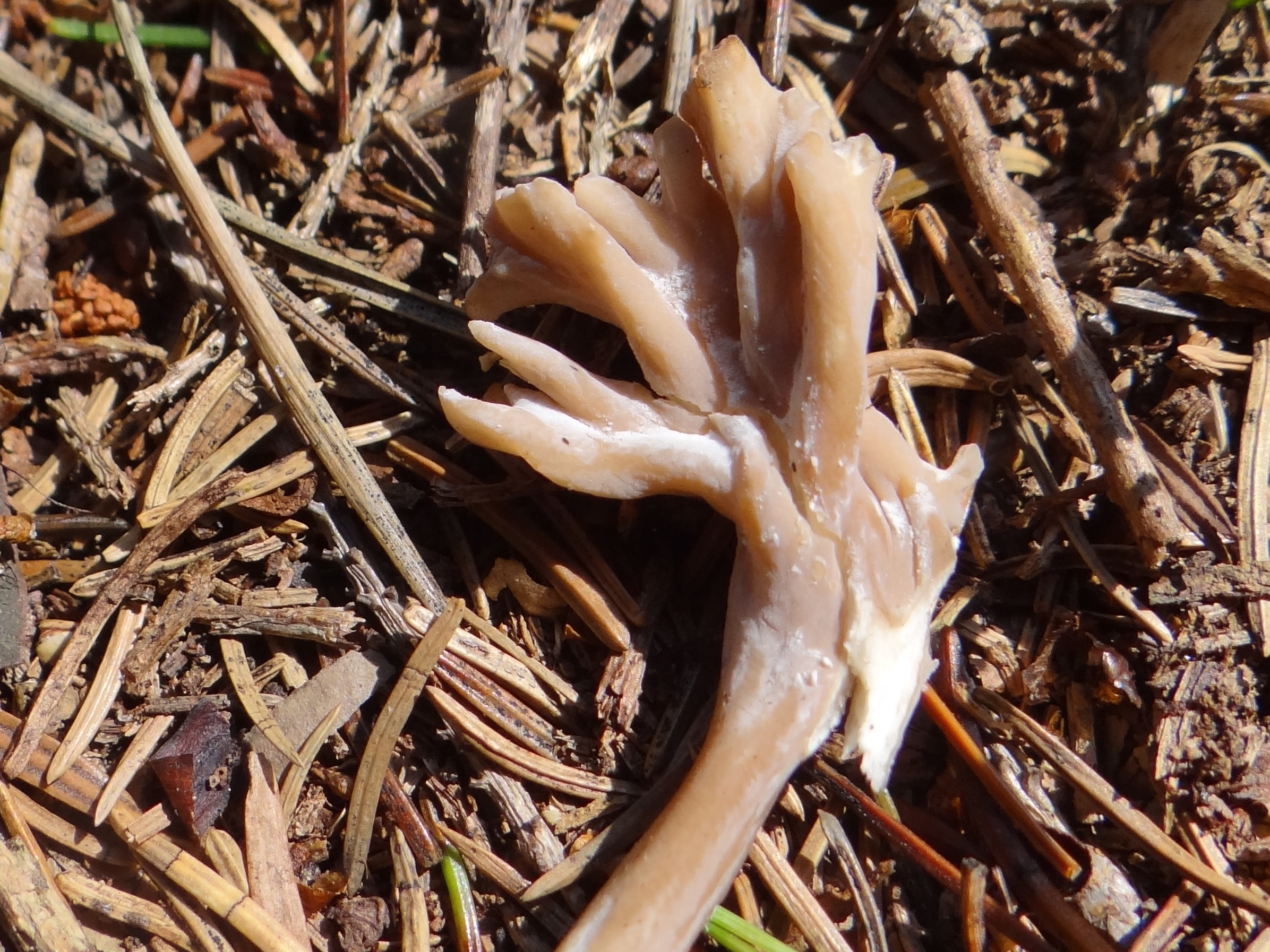
Th. palmata tânără din apropiere
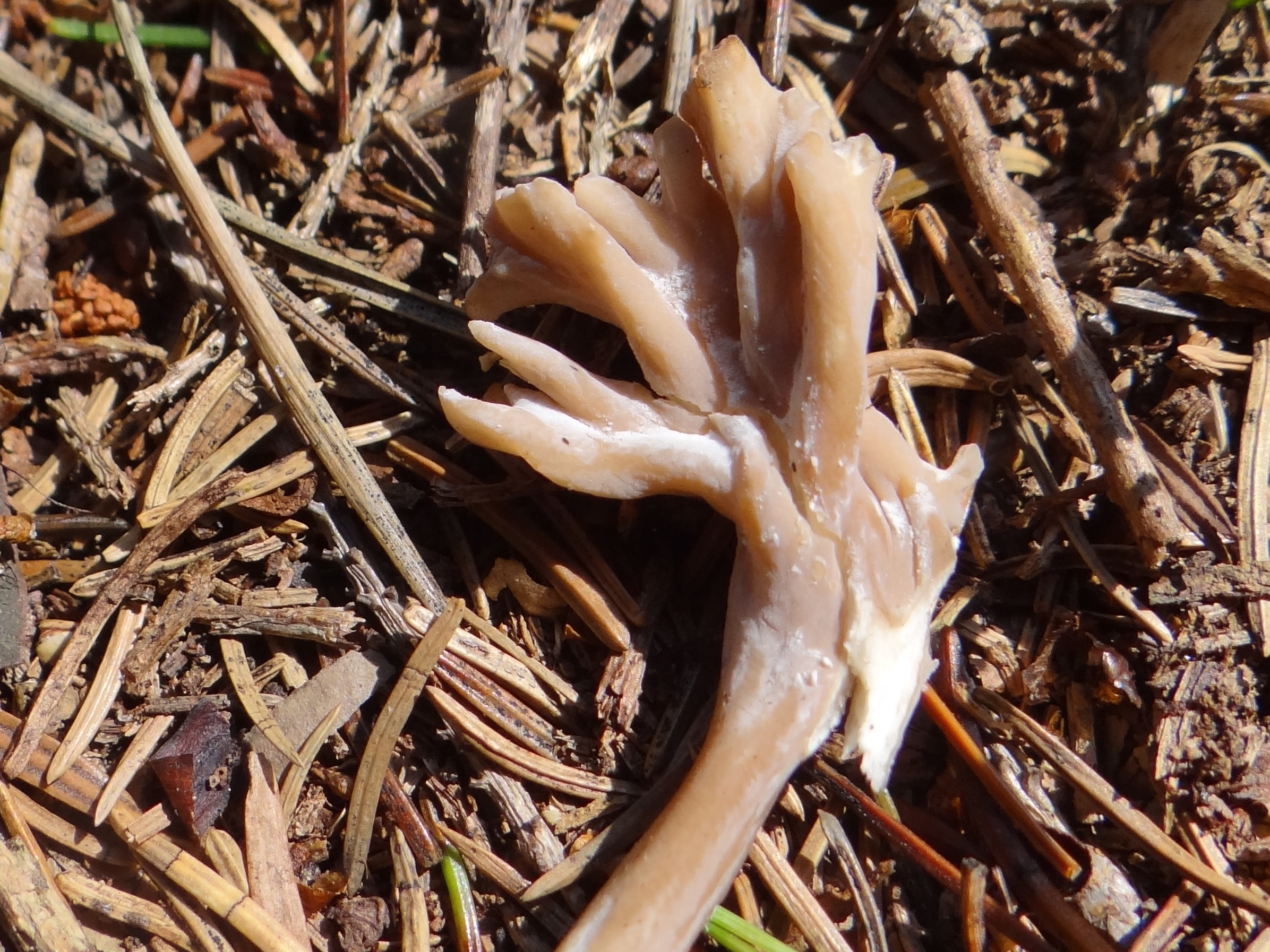
Th. palmata tânără
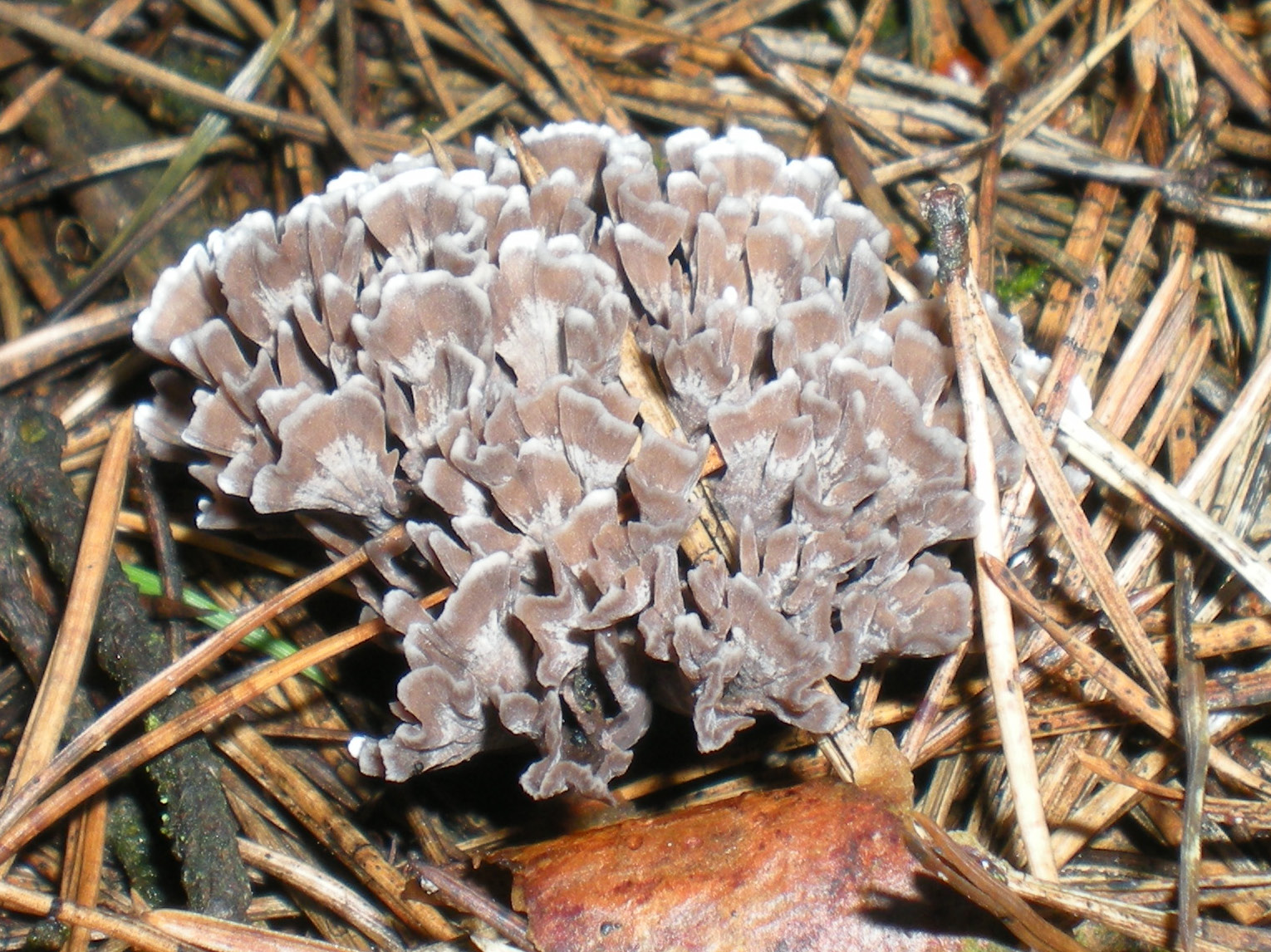
Th. palmata bătrână
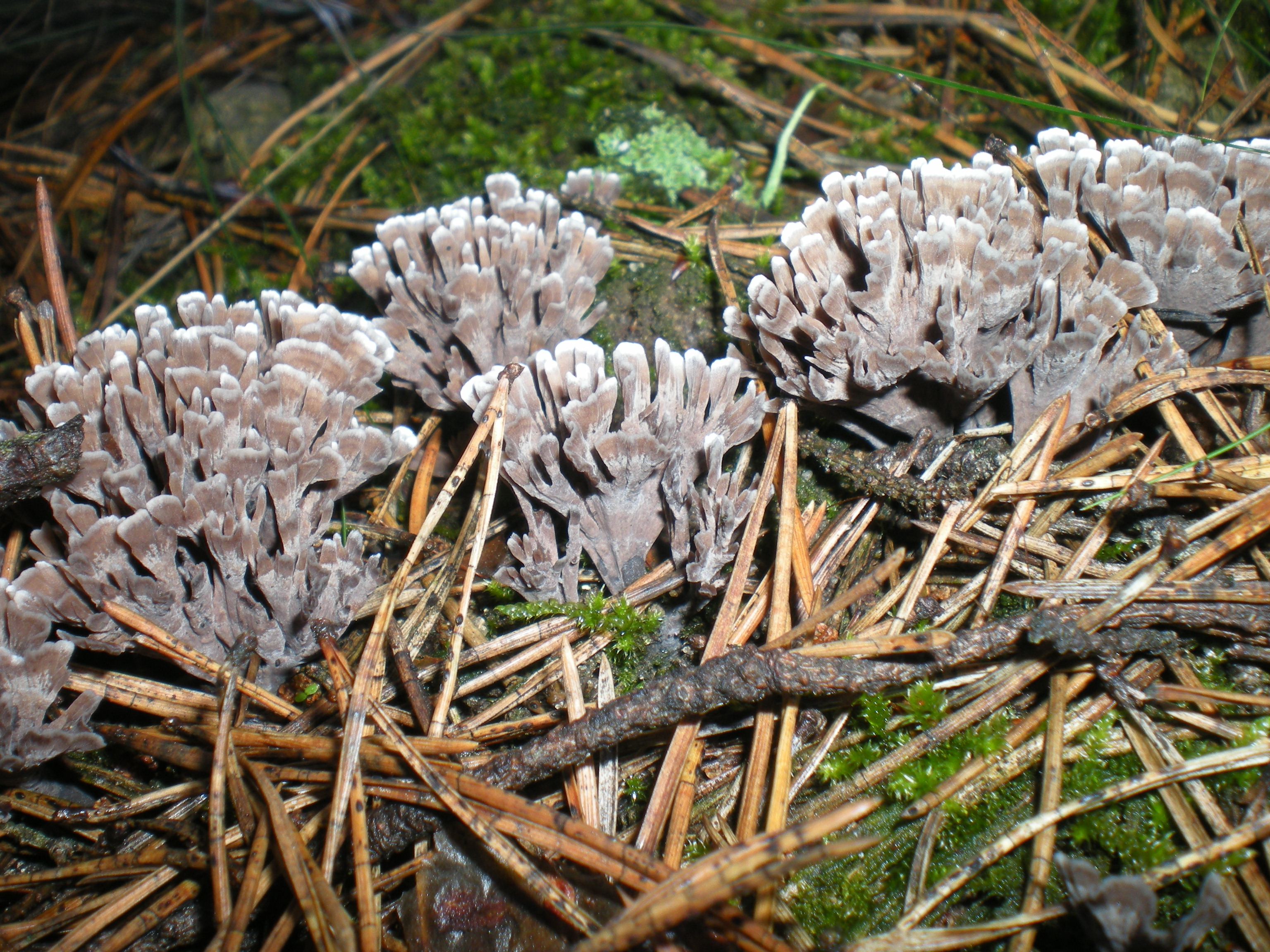
Th. palmata, grup mare

## Confuzii
Dacă nu se dă seama de mirosul penetrant sau în stadiu mai tânăr când mirosul încă este neînsemnat laba gâștei poate fi confundată mai ales cu specii ale genului cu toate necomestibile, cum sunt Thelephora anthocephala, (bazidiocarp ruginiu, divizat în ramuri lățite la vârf, nu emană miros neplăcut), Thelephora caryophyllea (bazidiocarpul în formă de pâlnie, cu suprafața fertilă crăpată pe margini) +  [imagini, Thelephora penicillata + imagini (cu suprafață păros-pâsloasă, carne ca de hârtie și miros neutral) și Thelephora terrestris (corp fructifer în formă de rozetă, cu suprafața fertilă zbârcită), dar, de asemenea, cu Clavaria fumosa (fără valoare culinară), Clavulina cinerea (comestibilă) Clavulina coralloides (comestibil), Ramaria fennica (necomestibilă), Ramaria pallida (otrăvitoare) sau Xylaria hypoxylon (necomestibilă).

## Specii asemănătoare în imagini

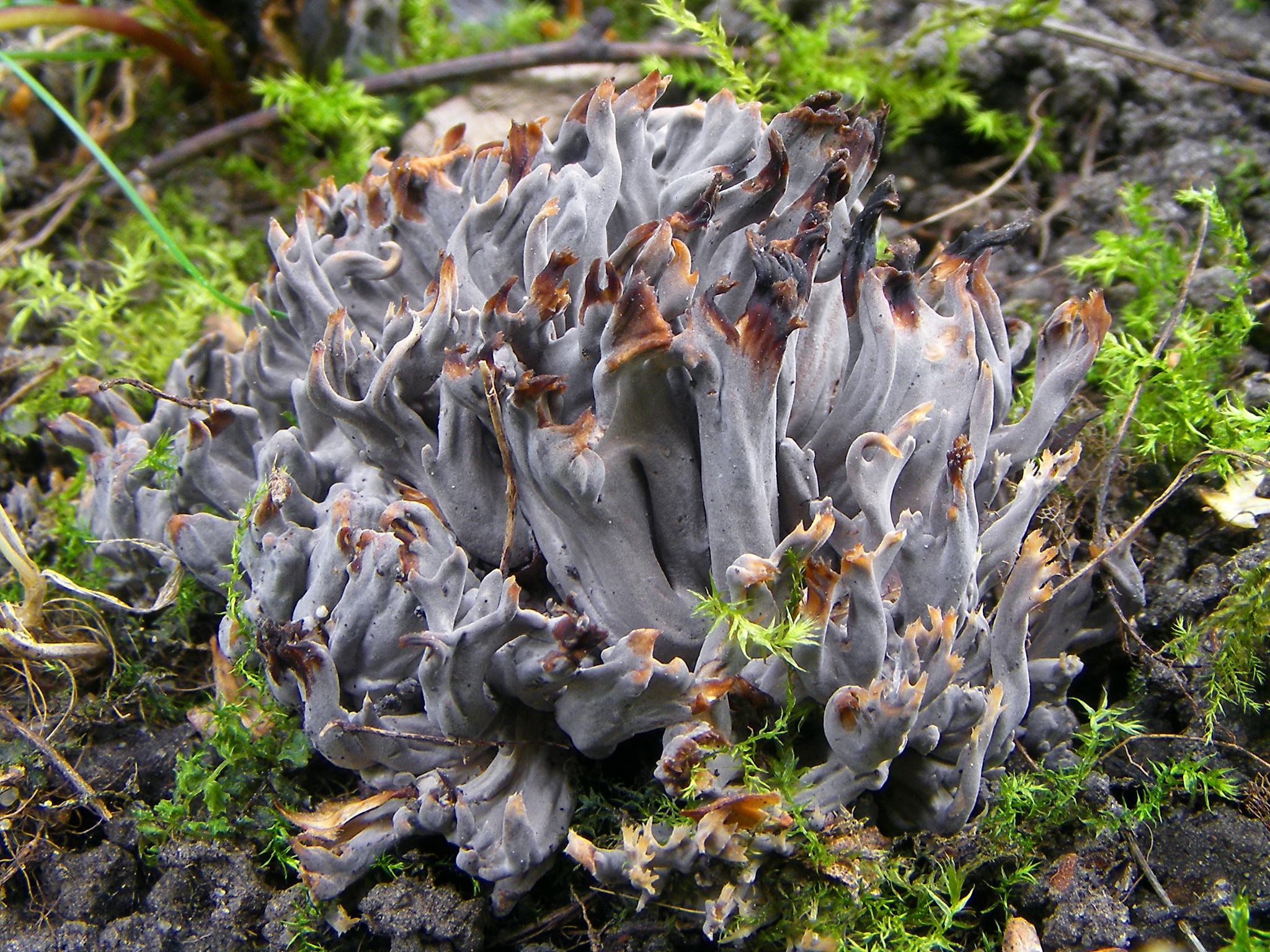
Clavulina cinerea
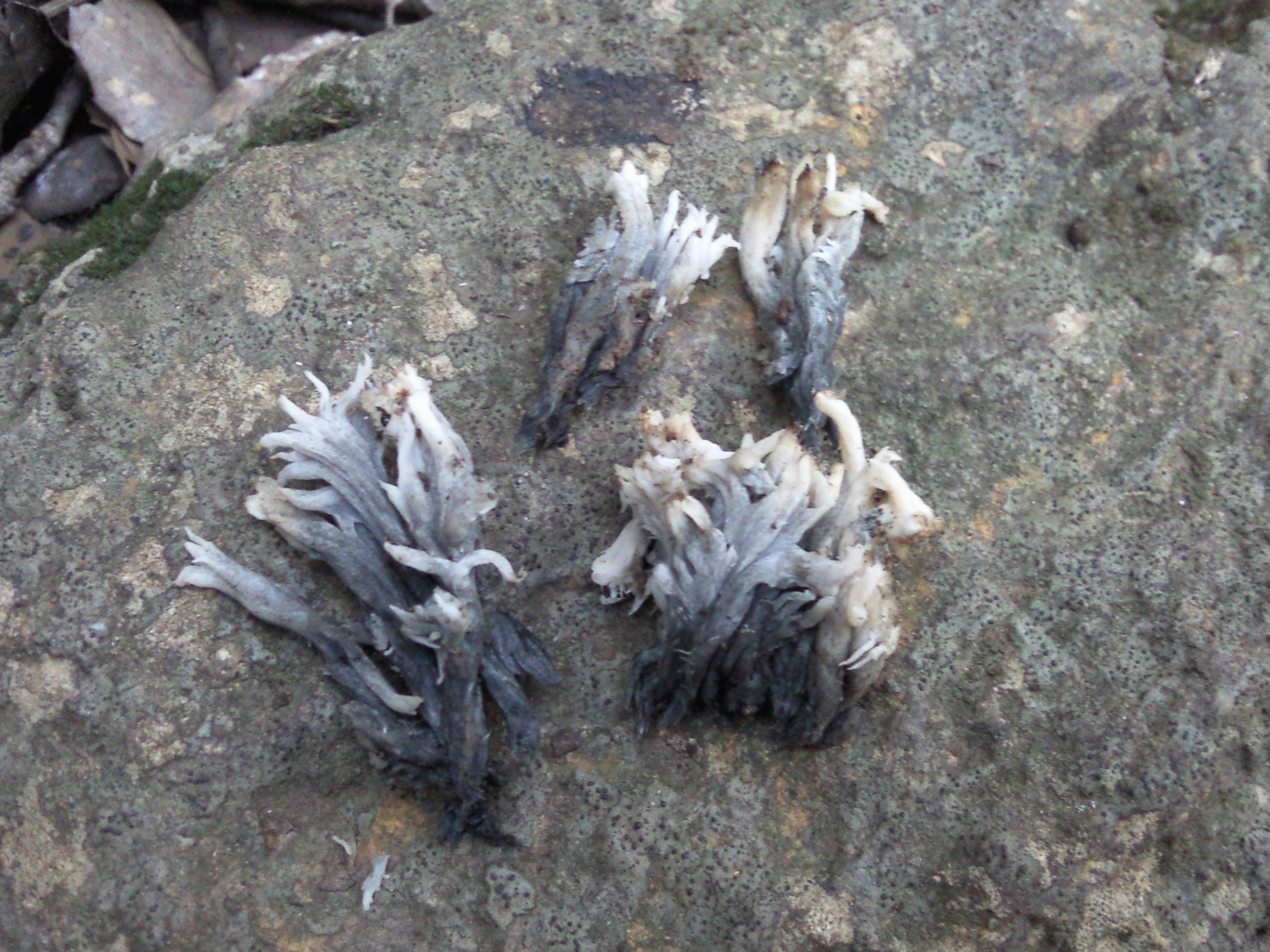
Clavulina coralloides
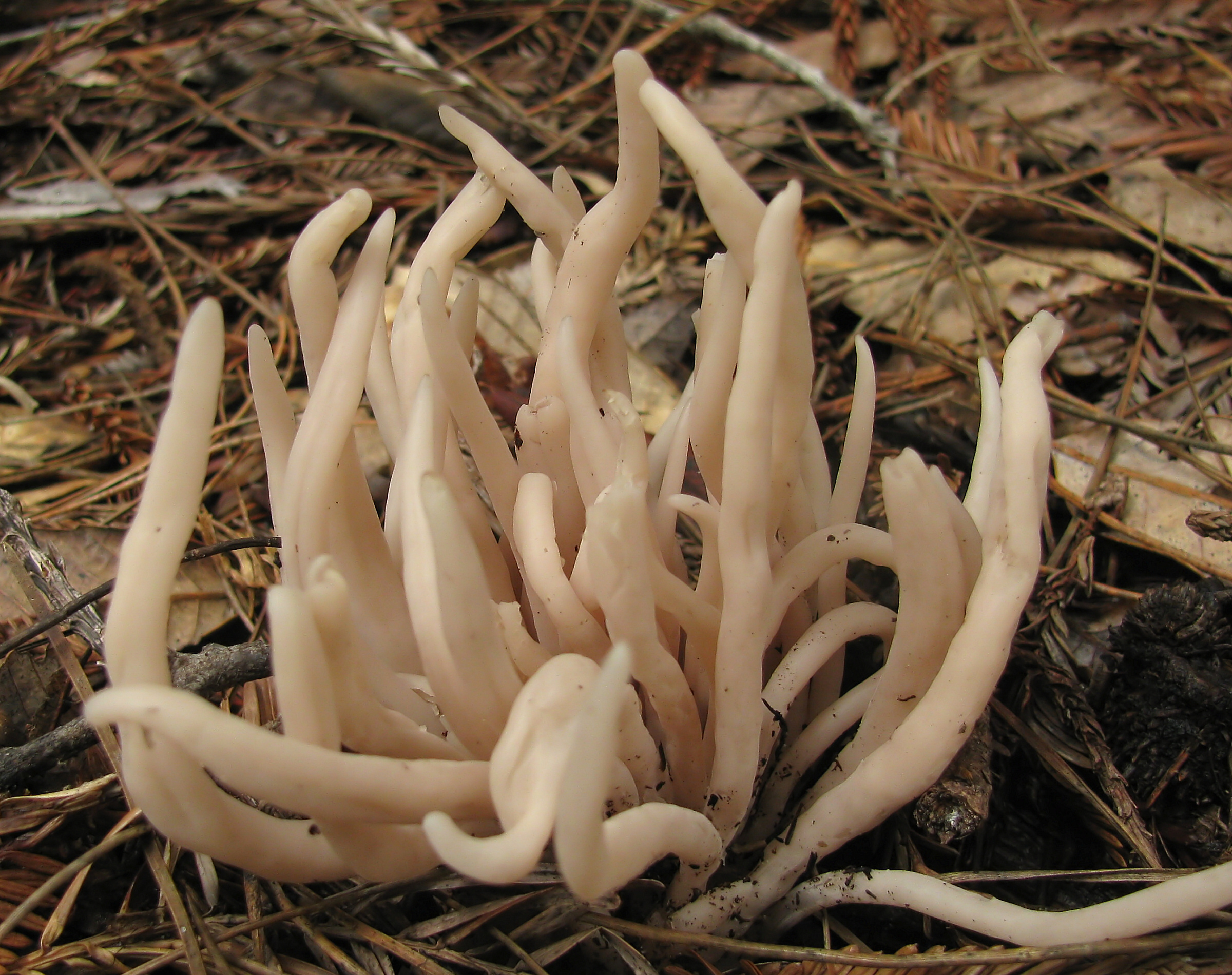
Clavaria fumosa
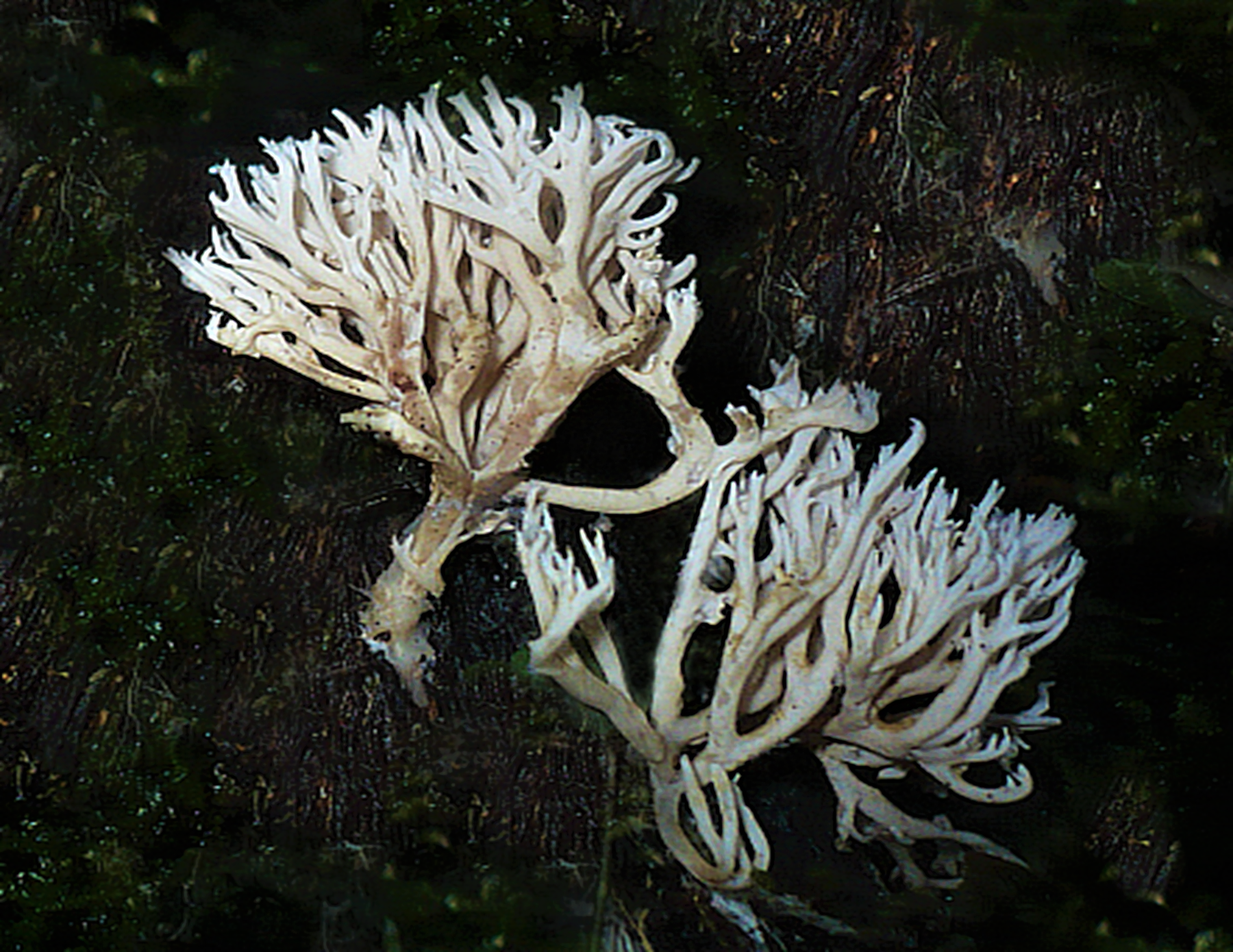
!Ramaria gracilis!
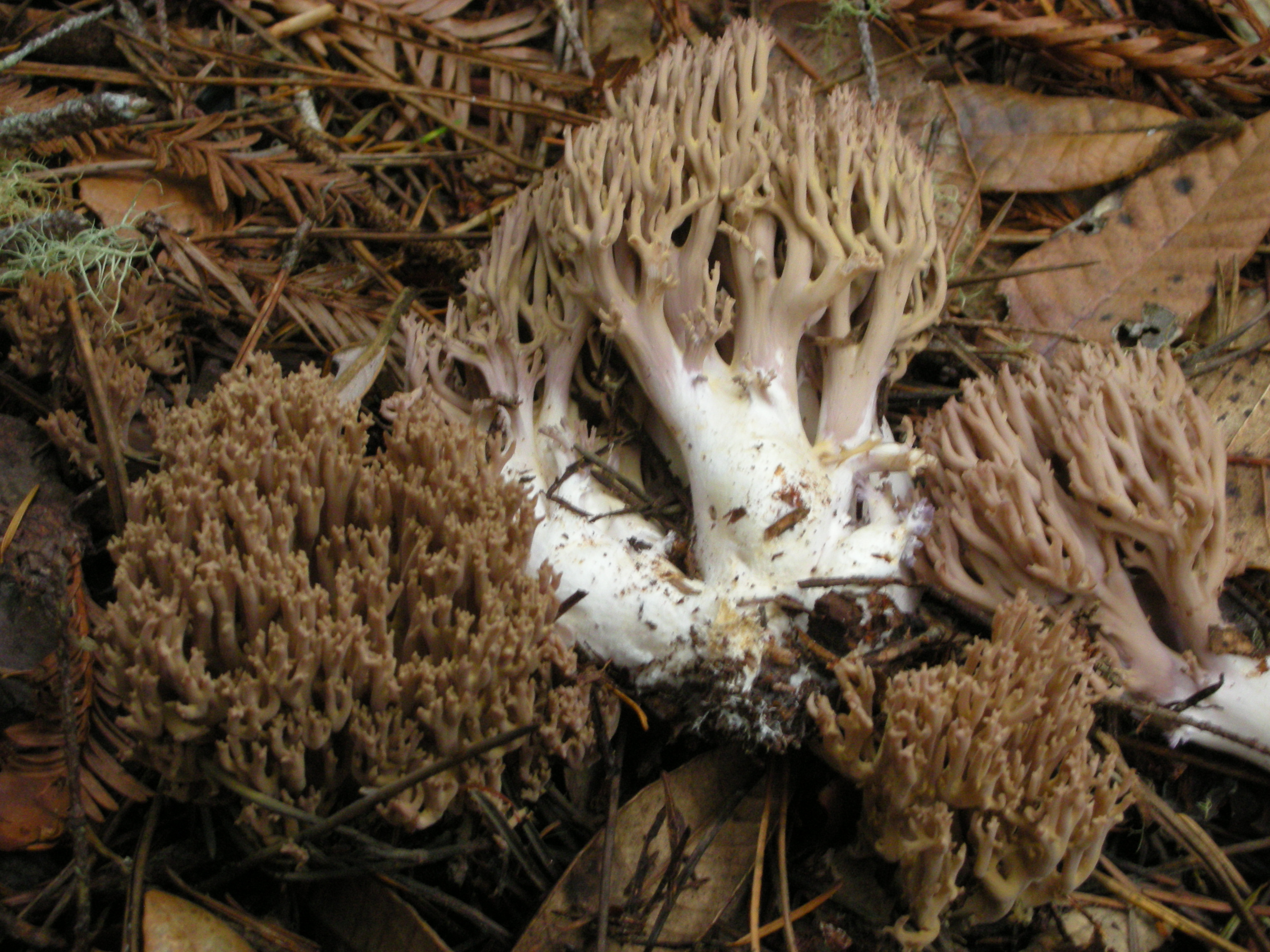
!Ramaria fennica!
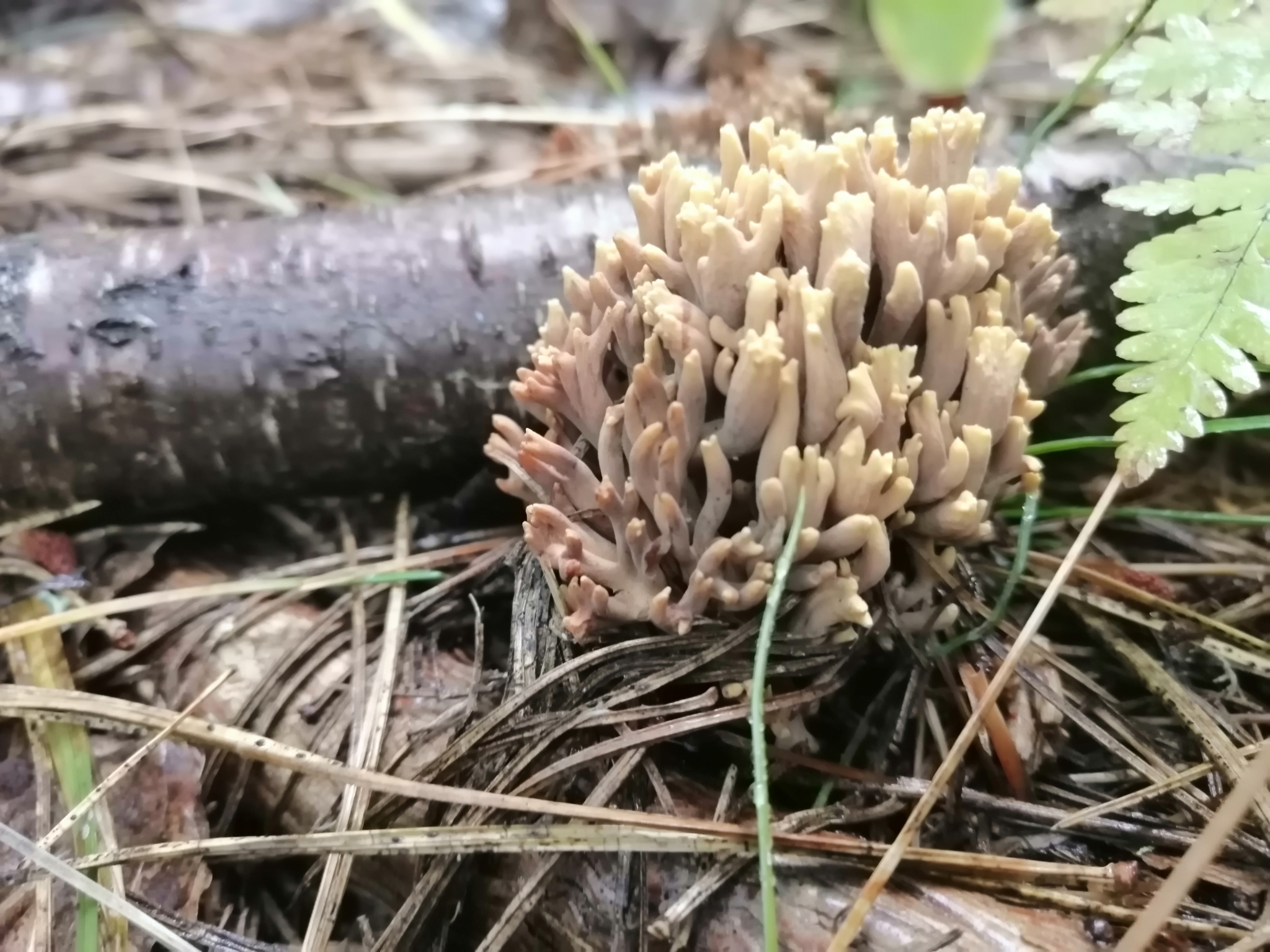
!!Ramaria pallida!!
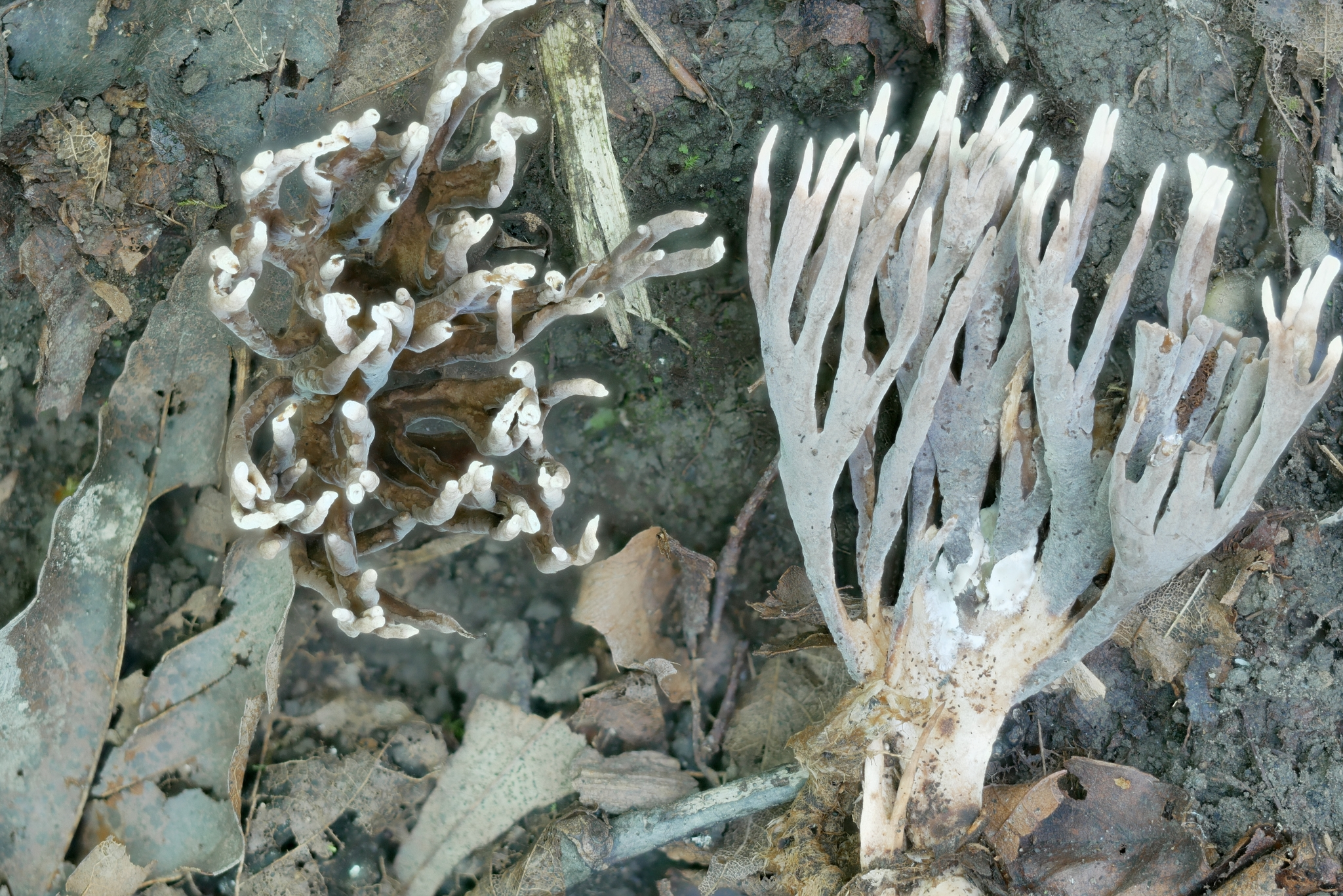
!Thelephora anthocephala !
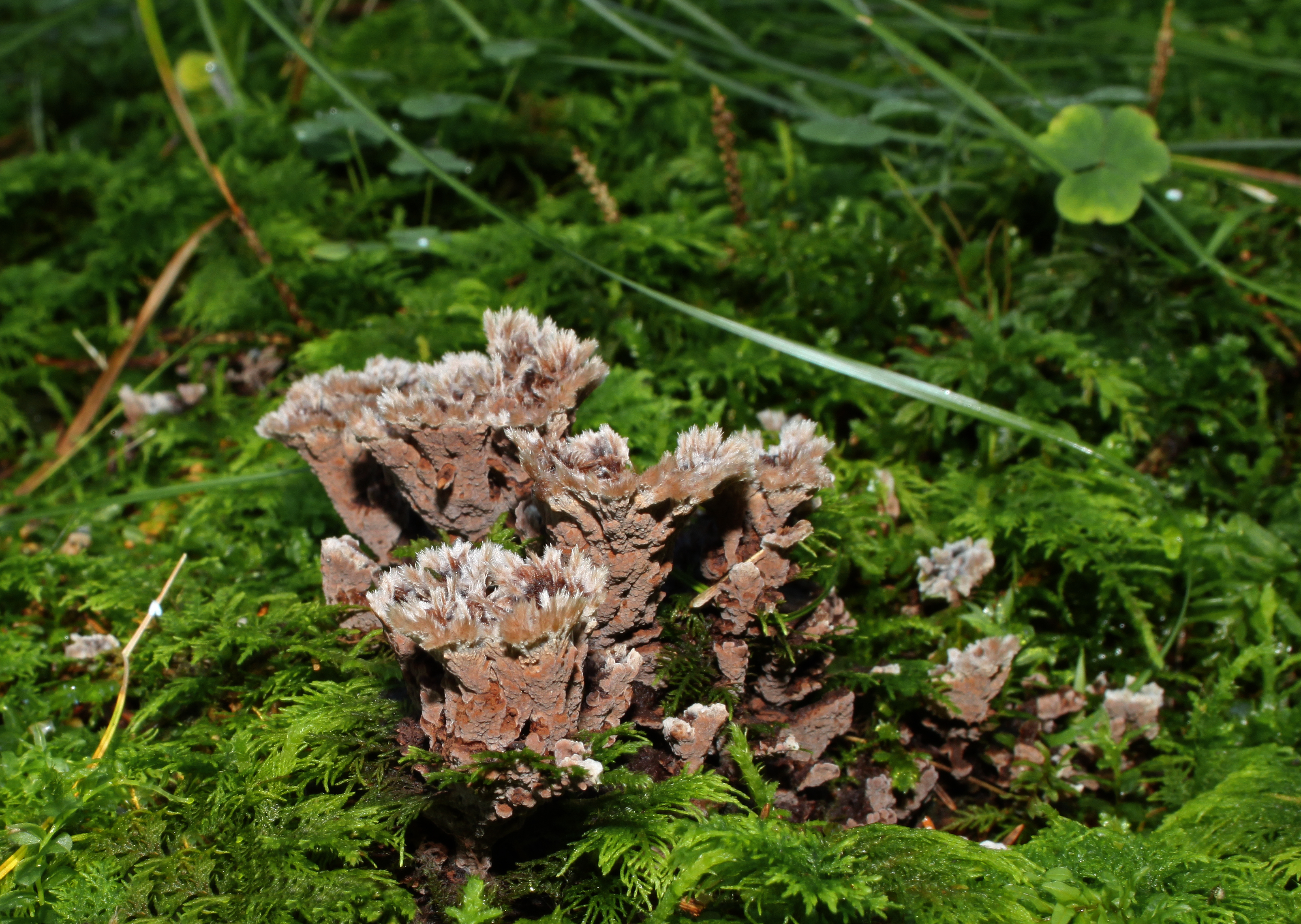
!Thelephora terrestris!
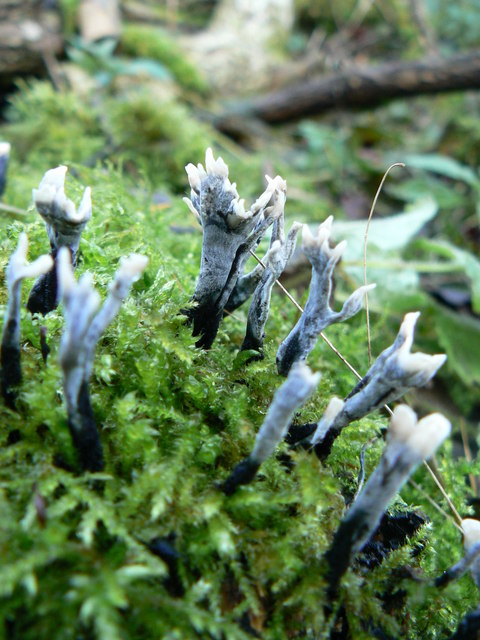
!Xylaria hypoxylon!

## Valorificare
Din cauza mirosului foarte dezagreabil precum al calității tari și pieloase, ciuperca nu este comestibilă. 
Ciuperca, cauzând un efect roșiatic la fierbere cu textile, este cunoscută de mult drept colorant sub denumirea Roșu de Orléans .